# Viscum spragueanum
Viscum spragueanum là một loài thực vật có hoa trong họ Santalaceae. Loài này được Burtt Davy miêu tả khoa học đầu tiên.